# 德雷施泰特
德雷施泰特是德国下萨克森州的一个市镇。总面积5.71平方公里，总人口787人，其中男性397人，女性390人（2011年12月31日），人口密度138人/平方公里。